# Lake Hart
Lake Hart és una concentració de població designada pel cens dels Estats Units a l'estat de Florida. Segons el cens del 2000 tenia 557 habitants.

## Demografia
Segons el cens del 2000, Lake Hart tenia 557 habitants, 227 habitatges, i 155 famílies. La densitat de població era de 157 habitants/km².
Dels 227 habitatges en un 23,8% hi vivien nens de menys de 18 anys, en un 59,5% hi vivien parelles casades, en un 5,7% dones solteres, i en un 31,3% no eren unitats familiars. En el 21,6% dels habitatges hi vivien persones soles el 6,6% de les quals corresponia a persones de 65 anys o més que vivien soles. El nombre mitjà de persones vivint en cada habitatge era de 2,45 i el nombre mitjà de persones que vivien en cada família era de 2,78.
Per edats la població es repartia de la següent manera: un 20,3% tenia menys de 18 anys, un 4,3% entre 18 i 24, un 31,4% entre 25 i 44, un 31,2% de 45 a 60 i un 12,7% 65 anys o més.
L'edat mediana era de 42 anys. Per cada 100 dones de 18 o més anys hi havia 112,4 homes.
La renda mediana per habitatge era de 50.625 $ i la renda mediana per família de 55.568 $. Els homes tenien una renda mediana de 36.000 $ mentre que les dones 22.361 $. La renda per capita de la població era de 44.665 $. Cap de les famílies i el 6,9% de la població estaven per davall del llindar de pobresa.

## Poblacions més properes
El següent diagrama mostra les poblacions més properes.